# كيفان
كيفان وهي منطقة سكنية من مناطق محافظة العاصمة في الكويت. سميت بهذا الاسم نسبة لوجود آبار مياه عذبة في المنطقة، فكان الناس يذهبون إليها لكي (يكيفون) بها. اشتهرت المنطقة في فترة الغزو العراقي بمقاومة أهلها للمحتل مقاومة عنيفة، اضطر فيها المحتل العراقي تطويق المنطقة بأكملها وإحكام السيطرة عليها بعدد كبير من الجنود الغزاة[بحاجة لمصدر]، وتعتبر في فترة الانتخابات البرلمانية معقل التيار الإسلامي.

## الجمعية التعاونية
تعتبر جمعية كيفان أولى الجمعيات التعاونية الرسمية التي أسست في الكويت بتاريخ 11 نوفمبر 1962، وقد توالت عملية تشييد الجمعيات التعاونية تباعا بعد ذلك لتشمل كل مناطق الكويت.

## معالم تمتاز بها المنطقة
- عدد من كليات جامعة الكويت : الشريعة، الدراسات الإسلامية، الآداب والتربية.
- نادي الكويت الرياضي
- جمعية كيفان التعاونية، وتحتوي على عدد كبير من المحلات لأهم العلامات التجارية، منها مقهى كوستا.
- مسرح كيفان